# Fort Worth, Texas
Fort Worth là thành phố lớn thứ năm của tiểu bang Texas và là thành phố lớn thứ 19 của Hoa Kỳ. Thành phố tọa lạc tại Bắc Texas, diện tích khoảng 300 dặm vuông (gần 777  km²) và là thủ phủ của Hạt Tarrant.
Theo ước tính của Cục Điều tra dân số Hoa Kỳ thì năm 2005 dân số của Forth Worth là 624.067 người. Thành phố này đã trở thành thành phố tăng trưởng nhanh nhất Mỹ do khí hậu ấm áp, nhiều cơ hội kinh doanh, chi phí sinh hoạt thấp, đất ngoại thành rộng. Thành phố này là trung tâm kinh tế và văn hóa lớn thứ hai của vùng đô thị Dallas–Fort Worth–Arlington, là vùng đô thị lớn thứ tư Hoa Kỳ với dân số 6 triệu trong 12 hạt.
Fort Worth được thành lập với ban đầu là một doanh trại quân đội năm 1849, được đặt tên theo tướng William Jenkins Worth. Ngày nay, thành phố này được miêu tả là lạc hậu và thoải mái không câu nệ so với hàng xóm của mình là Dallas. Được biết đến là "Thành phố bò" vì có gốc tích là trạm cuối vận chuyển súc vật, Fort Worth tự gán cho mình là "Nơi phía tây bắt đầu" và vẫn ca tụng di ản vùng phía tây của mình nhưng thành phố vẫn có ảnh hưởng mạnh mẽ của phía Nam.

### Trang chủ
- City of Fort Worth
- Fort Worth Convention and Visitors Bureau
- Downtown Fort Worth
- Fort Worth Business Directory
- Fort Worth, Texas từ Handbook of Texas trực tuyến

### Danh sách
- Fort Worth... The Way We Were
- Fort Worth Library Digital Archives
- W.D. Smith Commercial Photography
- The Reeder Children's Theatre Presents... Memories of Fort Worth's Reeder School Lưu trữ ngày 31 tháng 1 năm 2013 tại Wayback Machine
- Time Frames Online. University of Texas Arlington Library Special Collections

### Địa lý
- Dữ liệu địa lý liên quan đến Fort Worth, Texas tại OpenStreetMap